# Newcastle Emlyn
Newcastle Emlyn (wal. Castellnewydd Emlyn) − miasto w zachodniej Walii, położone nad rzeką Teifi, na granicy hrabstw Carmarthenshire i Ceredigion.
Populacja: 941 osób (według spisu z 2001 roku), w tym 69% osób walijskojęzycznych.
W mieście znajdują się ruiny XIII-wiecznego zamku. 
Według lokalnej legendy w Newcastle Emlyn zabito ostatniego żyjącego smoka.